# Lekkoatletyka na Letnich Igrzyskach Olimpijskich 1900
W trakcie zawodów w lekkoatletyce na Letnich Igrzyskach Olimpijskich w Paryżu rywalizacja toczyła się w 23 konkurencjach w dniach od 14 do 16 lipca, 19 lipca i 22 lipca 1900 roku. W rozgrywkach brało udział 117 zawodników z 15 państw. Przyznano 68 medali (23 złote, 23 srebrne i 22 brązowe). 
Zawody lekkoatletyczne odbyły się m.in. w Dzień Bastylii oraz w niedzielę, przez co zostały zbojkotowane przez wielu amerykańskich lekkoatletów. 

## Medaliści
| Konkurencja                               | Złoto | Rezultat | Srebro                                                                                               | Rezultat | Brąz                          | Rezultat | Źródło        |
| ----------------------------------------- | --- | -------- | --- | -------- | ----------------------------- | -------- | ------------- |
| Bieg na 60 m (szczegóły)                  | Alvin Kraenzlein (USA) | 7,0 s    | Walter Tewksbury (USA)                                                                               | 7,1 s    | Stanley Rowley (AUS)          | 7,2 s    | [ 1 ] [ 2 ]   |
| Bieg na 100 m (szczegóły)                 | Frank Jarvis (USA) | 11,0 s   | Walter Tewksbury (USA)                                                                               | 11,1 s   | Stanley Rowley (AUS)          | 11,2 s   | [ 3 ] [ 4 ]   |
| Bieg na 200 m (szczegóły)                 | Walter Tewksbury (USA) | 22,2 s   | Norman Pritchard (IND)                                                                               | 22,8 s   | Stanley Rowley (AUS)          | 22,9 s   | [ 5 ] [ 4 ]   |
| Bieg na 400 m (szczegóły)                 | Maxey Long (USA) | 49,4 s   | William Holland (USA)                                                                                | 49,6 s   | Ernst Schultz (DEN)           | 51,5 s   | [ 6 ] [ 7 ]   |
| Bieg na 800 m (szczegóły)                 | Alfred Tysoe (GBR) | 2:01,2   | John Cregan (USA)                                                                                    | 2:03,0   | David Hall (USA)              | 2:03,8   | [ 8 ] [ 7 ]   |
| Bieg na 1500 m (szczegóły)                | Charles Bennett (GBR) | 4:06,2   | Henri Deloge (FRA)                                                                                   | 4:06,6   | John Bray (USA)               | 4:07,2   | [ 9 ] [ 7 ]   |
| Bieg na 110 m przez płotki (szczegóły)    | Alvin Kraenzlein (USA) | 15,4 s   | John McLean (USA)                                                                                    | 15,5 s   | Frederick Moloney (USA)       | 15,6 s   | [ 10 ] [ 11 ] |
| Bieg na 200 m przez płotki (szczegóły)    | Alvin Kraenzlein (USA) | 25,4 s   | Norman Pritchard (IND)                                                                               | 26,6 s   | Walter Tewksbury (USA)        | 26,1 s   | [ 12 ] [ 13 ] |
| Bieg na 400 m przez płotki (szczegóły)    | Walter Tewksbury (USA) | 57,6 s   | Henri Tauzin (FRA)                                                                                   | 58,3 s   | George Orton (CAN)            | 58,8 s   | [ 14 ] [ 15 ] |
| Bieg na 2500 m z przeszkodami (szczegóły) | George Orton (CAN) | 7:34,4   | Sidney Robinson (GBR)                                                                                | 7:38,0   | Jean Chastanié (FRA)          | 7:41,0   | [ 16 ] [ 11 ] |
| Bieg na 4000 m z przeszkodami (szczegóły) | John Rimmer (GBR) | 12:58,4  | Charles Bennett (GBR)                                                                                | 12:58,6  | Sidney Robinson (GBR)         | 12:58,8  | [ 17 ]        |
| Bieg na 5000 m drużynowo (szczegóły)      | Drużyna mieszana (ZZX) · Charles Bennett (GBR) · John Rimmer (GBR) · Sidney Robinson (GBR) · Alfred Tysoe (GBR) · Stanley Rowley (AUS) | 26 pkt   | Francja (FRA) · Henri Deloge · Jean Chastanié · Paul Castanet · Albert Champoudry · Gaston Ragueneau | 29 pkt   | startowały tylko dwie drużyny | –        | [ 18 ] [ 13 ] |
| Maraton (szczegóły)                       | Michel Théato (FRA) | 2:59:45  | Émile Champion (FRA)                                                                                 | 3:04:17  | Ernst Fast (SWE)              | 3:36:14  | [ 19 ] [ 11 ] |
| Pchnięcie kulą (szczegóły)                | Richard Sheldon (USA) | 14,10 m  | Josiah McCracken (USA)                                                                               | 12,85 m  | Robert Garrett (USA)          | 12,37 m  | [ 20 ] [ 21 ] |
| Rzut dyskiem (szczegóły)                  | Rudolf Bauer (HUN) | 36,04 m  | František Janda-Suk (BOH)                                                                            | 35,25 m  | Richard Sheldon (USA)         | 34,60 m  | [ 22 ] [ 23 ] |
| Skok o tyczce (szczegóły)                 | Irving Baxter (USA) | 3,30 m   | Meredith Colket (USA)                                                                                | 3,25 m   | Carl-Albert Andersen (NOR)    | 3,20 m   | [ 24 ] [ 25 ] |
| Skok w dal (szczegóły)                    | Alvin Kraenzlein (USA) | 7,185 m  | Myer Prinstein (USA)                                                                                 | 7,175 m  | Patrick Leahy (GBR)           | 6,950 m  | [ 26 ] [ 21 ] |
| Skok w dal z miejsca (szczegóły)          | Ray Ewry (USA) | 3,21 m   | Irving Baxter (USA)                                                                                  | 3,135 m  | Émile Torcheboeuf (FRA)       | 3,03 m   | [ 27 ] [ 13 ] |
| Skok wzwyż (szczegóły)                    | Irving Baxter (USA) | 1,90 m   | Patrick Leahy (GBR)                                                                                  | 1,78 m   | Lajos Gönczy (HUN)            | 1,75 m   | [ 28 ] [ 25 ] |
| Skok wzwyż z miejsca (szczegóły)          | Ray Ewry (USA) | 165,5 cm | Irving Baxter (USA)                                                                                  | 152,5 cm | Lewis Sheldon (USA)           | 150,0 cm | [ 29 ] [ 13 ] |
| Trójskok (szczegóły)                      | Myer Prinstein (USA) | 14,47 m  | James Connolly (USA)                                                                                 | 13,97 m  | Lewis Sheldon (USA)           | 13,64 m  | [ 30 ] [ 21 ] |
| Trójskok z miejsca (szczegóły)            | Ray Ewry (USA) | 10,58 m  | Irving Baxter (USA)                                                                                  | 9,95 m   | Robert Garrett (USA)          | 9,50 m   | [ 31 ] [ 13 ] |
| Rzut młotem (szczegóły)                   | John Flanagan (USA) | 49,73 m  | Truxtun Hare (USA)                                                                                   | 49,13 m  | Josiah McCracken (USA)        | 42,46 m  | [ 32 ] [ 23 ] |

## Tabela medalowa
| Lp.   | Państwo                 | Złoto | Srebro | Brąz | Razem | Źródło        |
| ----- | ----------------------- | ----- | ------ | ---- | ----- | ------------- |
| 1     | Stany Zjednoczone (USA) | 16    | 13     | 10   | 39    | [ 33 ] [ 34 ] |
| 2     | Wielka Brytania (GBR)   | 3     | 3      | 2    | 8     | [ 33 ]        |
| 3     | Francja (FRA)           | 1     | 4      | 2    | 7     | [ 33 ]        |
| 4     | Kanada (CAN)            | 1     | 0      | 1    | 2     | [ 33 ]        |
| 4     | Węgry (HUN)             | 1     | 0      | 1    | 2     | [ 33 ]        |
| 6     | Drużyna mieszana (ZZX)  | 1     | 0      | 0    | 1     | [ 33 ]        |
| 7     | Indie (IND)             | 0     | 2      | 0    | 2     | [ 33 ]        |
| 8     | Królestwo Czech (BOH)   | 0     | 1      | 0    | 1     | [ 33 ]        |
| 9     | Australia (AUS)         | 0     | 0      | 3    | 3     | [ 33 ]        |
| 10    | Dania (DEN)             | 0     | 0      | 1    | 1     | [ 33 ]        |
| 10    | Norwegia (NOR)          | 0     | 0      | 1    | 1     | [ 33 ]        |
| 10    | Szwecja (SWE)           | 0     | 0      | 1    | 1     | [ 33 ]        |
| Razem | Razem                   | 23    | 23     | 22   | 68    |               |